# Vasile Rizeanu
Vasile Rizeanu (n. 11 octombrie 1939, Câmpulung Muscel, județul Argeș ~ d. 6 martie 2010, Pitești, județul Argeș) a fost un artist plastic, sculptor, profesor, vicepreședinte al Uniunii Artiștilor Plastici din România.

## Biografie
Vasile Rizeanu a făcut parte dintr-o distinsă familie musceleană: bunicul, Istrate Rizeanu, fost primar al urbei în repetate rânduri între anii 1886-1894 și unchiul, George Ulieru, medic scriitor, autorul volumului „Din carnetul unui medic de plasă”.

## Studii
Vasile Rizeanu a absolvit toți anii de studii cu notă maximă, atât la Școala elementară nr.1 „Oprea Iorgulescu”, cât și Liceul teoretic „Dinicu Golescu” din Câmpulung Muscel. În anul 1957, intră la Institutul de Arhitectură „Ion Mincu”, din București. În 1959, întrerupe studiile și începe stagiul militar. După armată, lucrează o scurtă perioadă de timp în proiectări, la ARO Câmpulung. Aici proiectează prima caroserie a automobilului de teren și exersează în grafica de carte.
Reluându-și cursurile, în 1968 a absolvit Institutul de Arte Plastice „Nicolae Grigorescu” din București, secția Sculptură, clasa Ion Lucian Murnu, cu examen de stat tot cu media maximă. 

## Activitate profesională
După ce a absolvit facultatea, în anul 1969 a obținut post de profesor la Catedra de Arte Plastice a Școlii de Arte din Pitești, unde a obținut gradul I. Ulterior, între anii 1992-1994, obține post de lector universitar și șef de catedră al Facultății de Design și Arte Decorative, din cadrul Universității „Pygmalion” Pitești. De asemenea, între anii 1999-2010 a ajuns lector universitar doctorand la Universitatea „Spiru Haret” din Câmpulung Muscel. A fost mentor pentru un mare număr de elevi, dintre aceștia remarcându-se, Ion Sandu, care a realizat portretul pictat al profesorului său, portret ce a putut fi admirat în expoziția sa „Culorile credinței”, organizat în cadrul sălii „Casa Cărții”- Pitești. În anul 1997, octombrie, Vasile Rizeanu, alături de un grup compus din specialiști și foști deținuți politici, a realizat proiectul complexului de monumente: „Experimentul Pitești”, precum și al „Rezistenței anticomuniste din Munții Făgăraș”. În anul 2001, dă examen pentru admiterea la doctorat în cadrul Universității de Arte Plastice București, coordonatorul temei de doctorat fiindu-i prof. univ. dr. Zamfir Dumitrescu, președintele Uniunii Artiștilor Plastici din România. În anul 2002, a fost inclus în „Enciclopedia artiștilor români”, volumul V, Editura Art, 2002. În perioada 1990-2009 a fost director la Școala de Arte Pitești și membru al Uniunii Artiștilor Plastici din România, iar în anul 2007 este numit membru în Comisia Zonală a Monumentelor de For Public pentru județele Argeș, Dâmbovița, Olt, Teleorman. În anul 1993, a fost organizată în Pitești, pentru prima oară, Expoziția Națională de Arte Plastice și Decorative a Școlii de Arte, având caracter competițional, acordându-se pe parcursul edițiilor 65 de premii naționale. Dintre premianți, menționăm următoarele nume: Octavian Ungureanu (premiul I, secțiunea sculptură), Ruxandra Rizeanu (premiul I, secția grafică), Crina Nicolae (premiul II, secția design vestimentar), Olimpia Tănăsescu (premiul III, secția sculptură), Dan Isăilă (premiul I, secțiunea pictură).

## Expoziții personale
În decembrie 1989 a expus sculpturi și desene la Galeriile de Artă Metopa- Pitești.

## Expoziții colective
- 1978-2010 prezent la manifestările Filialei Uniunii Artiștilor Plastici, Pitești.
- 1981, București, Căminul Artei.
- 1982, 1986, București, Sala Dalles, Bienala de pictură și sculptură.
- Pitești, Galeria Metopa.
- Curtea de Argeș, Muzeul de Artă.

## Simpozioane
- 1981, Măgura, județul Buzău, realizează sculptura în piatră intitulată Icar.
- 2001-2006, organizează în calitate de director al Școlii de Arte Simpozionul Internațional de Sculptură, în marmură, la Pitești, edițiile I,II,III,IV,V.
- 2001-2006, coordonează în calitate de director al Școlii de Arte Simpozionul Național de Sculptură, în lemn, la Bogați, edițiile I,II,III.
- 2002, Pitești, inițiatorul Simpozionului Internațional Gheorghe Iliescu- Călinești, în piatră.
- august 2002, Italia, participă la Simpozionul Internațional de Sculptură Castelraimondo.

## Artă publică

### Busturi
- 1999, Pitești, Mihai Eminescu, din bronz- marmură pentru Școala Generală Nr.11 „Mihai Eminescu”.
- 2003, Pitești, Dinicu Golescu, turnat în bronz, poziționat în fața Bibliotecii Județene „Dinicu Golescu” Argeș.
- 2008, Boteni, Petre Țuțea.

### Compoziții
- 1986, Câmpulung Muscel, Soldat, Muzeul de Artă.
- 2002, Pitești, Compoziție, amplasată în fața Casei Sindicatelor.
- 2003, Pitești, Coloană, amplasată în centrul orașului.